# Talsperre Senhora de Monforte
Die Talsperre Senhora de Monforte (portugiesisch Barragem de Senhora de Monforte) liegt in der Region Mitte Portugals im Distrikt Guarda. Sie staut den Côa, einen linken (südlichen) Nebenfluss des Douro zu einem Stausee auf. Die Stadt Pinhel befindet sich ungefähr drei Kilometer südwestlich der Talsperre.
Mit dem Projekt zur Errichtung der Talsperre wurde im Jahre 1990 begonnen. Der Bau wurde 1993 fertiggestellt. Die Talsperre dient der Stromerzeugung.

## Absperrbauwerk
Das Absperrbauwerk ist eine Gewichtsstaumauer aus Beton mit einer Höhe von 20 m über der Gründungssohle (18 m über dem Flussbett). Die Mauerkrone liegt auf einer Höhe von 440 m über dem Meeresspiegel. Die Länge der Mauerkrone beträgt 78 m und ihre Breite 1 m. Das Volumen der Staumauer umfasst 6.800 m³.
Die Staumauer verfügt sowohl über einen Grundablass als auch über eine Hochwasserentlastung. Über den Grundablass können maximal 21 m³/s abgeleitet werden, über die Hochwasserentlastung maximal 800 m³/s. Das Bemessungshochwasser liegt bei 800 m³/s; die Wahrscheinlichkeit für das Auftreten dieses Ereignisses wurde mit einmal in 100 Jahren bestimmt.

## Stausee
Beim normalen Stauziel von 435 m (maximal 439,9 m bei Hochwasser) erstreckt sich der Stausee über eine Fläche von rund 0,023 km² und fasst 87.300 m³ Wasser – davon können 35.900 m³ genutzt werden. Das minimale Stauziel liegt bei 433 m.

## Kraftwerk
Es sind zwei Francis-Turbinen mit einer maximalen Leistung von zusammen 10 MW installiert. Die durchschnittliche Jahreserzeugung liegt bei 32,9 Mio. kWh.